# 朱迪·豪厄特
朱迪·豪厄特（英語：Judy Howat，1935年5月20日—），旧姓麦克莱（McLay），新西兰女子草地滚球运动员。她曾代表新西兰参加1990年和1994年英联邦运动会草地滚球比赛，获得一枚金牌。